# Maleteten
Maleteten ist ein osttimoresischer Ort in der Aldeia Saburapo (Suco Atabae, Verwaltungsamt Atabae, Gemeinde Bobonaro). Er liegt in einer Meereshöhe von 522 m. Das kleine Dorf befindet sich auf den südöstlichen Bergrücken des zweithöchsten Berges des Sucos.